# Les Aigles de Rome
 (novembre 2016).
Les Aigles de Rome est une série de bande dessinée franco-belge créée par Enrico Marini, publiée et éditée depuis 2007 par Dargaud.

## Description

### Synopsis
11 avant Jésus-Christ. L'Empire Romain a pacifié définitivement les Gaules et intervient de plus en plus au-delà du Rhin. À la tête d'une confédération de peuples germaniques, les Chérusques offrent des otages à Rome. Parmi ces derniers se trouve le jeune fils du chef de la tribu, Ermanamer. Au même moment, en Italia (actuelle Italie), Marcus, fils d'un prestigieux ancien soldat et citoyen impérial, apprend qu'il doit lui aussi se rendre à Rome avec son père car ce dernier est appelé par Auguste pour recevoir une mission. Arrivé à Rome, Titus, le père de Marcus, se voit confier par l'Empereur le devoir de former les deux jeunes gens pour que ceux-ci deviennent des « hommes » et de fait de « vrais » citoyens romains. Après un entraînement long et ardu, les deux jeunes deviennent adultes, dans les rues de Rome,,.

### Personnages
ErmanamerUn Germain que le Prince Sigmar, son père biologique, livre en otage aux Romains et dont Auguste confie l'éducation à Titus Valerius Falco. Il reçoit alors le nom romain d'Arminius. Rival puis grand ami de Marcus, il fait ses classes avec lui et devient officier romain. Malgré son avancement et sa situation dans l'armée de Rome, il n'a jamais oublié ses origines germaines et profitera de sa situation dans l'entourage du général romain Varus pour tendre un piège à ce dernier afin de mettre à mal l'occupation romaine en Germanie.
Marcus Valerius FalcoJeune Romain, fils de Titus Valerius Falco. Il a une relation d'abord conflictuelle avec son père, qui le trouve trop faible et efféminé et le soumet à une formation stricte aux côtés d'Arminius, qui deviendra par la suite son frère d'armes et meilleur ami. Il a également une mauvaise relation avec sa demi-sœur, issue d'un premier mariage de son père, et est le fils d'une princesse issue d'une tribu de Germains.

## Publications

### Albums
- 1 Livre I, Dargaud, novembre 2007
Scénario, dessin et couleurs : Enrico Marini - (ISBN 978-2-505-00137-9)
- 2 Livre II, Dargaud, octobre 2009
Scénario, dessin et couleurs : Enrico Marini - (ISBN 978-2-505-00676-3)
- 3 Livre III, Dargaud, novembre 2011
Scénario, dessin et couleurs : Enrico Marini - (ISBN 978-2-505-01151-4)
- 4 Livre IV, Dargaud, novembre 2013
Scénario, dessin et couleurs : Enrico Marini - (ISBN 978-2-505-01797-4)
- 5 Livre V, Dargaud, novembre 2016
Scénario, dessin et couleurs : Enrico Marini - (ISBN 978-2-505-06537-1)
- 6 Livre VI, Dargaud, octobre 2023
Scénario, dessin et couleurs : Enrico Marini - (ISBN 978-2505122609)